# Polychore de Schläfli-Hess
Les dix polychores de Schläfli-Hess sont les polytopes réguliers étoilés (non convexes) de dimension 4. Analogues aux solides de Kepler-Poinsot de dimension 3, ils s'obtiennent par stellation de l'hécatonicosachore et de l'hexacosichore. Ils furent catalogués par Ludwig Schläfli et Edmund Hess (de) durant la seconde moitié du XIXe siècle.
| Polychore                      | Projection orthogonale | Symbole de Schläfli | Sommets | Arêtes | Faces              | Cellules                         |
| ------------------------------ | ---------------------- | ------------------- | ------- | ------ | ------------------ | -------------------------------- |
| Hécatonicosachore icosaédral   |                        | {3,5,5/2}           | 120     | 720    | 1200 (triangles)   | 120 (icosaèdre)                  |
| Petit hécatonicosachore étoilé |                        | {5/2,5,3}           | 120     | 1200   | 720 (pentagrammes) | 120 (petits dodécaèdres étoilés) |
| Grand hécatonicosachore étoilé |                        | {5,5/2,5}           | 120     | 720    | 720 (pentagones)   | 120 (grands dodécaèdres)         |
| Hécatonicosachore 5,3,5/2      |                        | {5,3,5/2}           | 120     | 720    | 720 (pentagones)   | 120 (dodécaèdres)                |
| Hécatonicosachore 5/2,3,5      |                        | {5/2,3,5}           | 120     | 720    | 720 (pentagrammes) | 120 (grands dodécaèdres étoilés) |
| Hécatonicosachore 5/2,5,5/2    |                        | {5/2,5,5/2}         | 120     | 720    | 720 (pentagrammes) | 120 (petits dodécaèdres étoilés) |
| Hécatonicosachore 5,5/2,3      |                        | {5,5/2,3}           | 120     | 1200   | 720 (pentagones)   | 120 (grands dodécaèdres)         |
| Hécatonicosachore 3,5/2,5      |                        | {3,5/2,5}           | 120     | 720    | 1200 (triangles)   | 120 (grands icosaèdres)          |
| Grand hexacosichore            |                        | {3,3,5/2}           | 120     | 720    | 1200 (triangles)   | 600 (tétraèdres)                 |
| Hécatonicosachore 5/2,3,3      |                        | {5/2,3,3}           | 600     | 1200   | 720 (pentagrammes) | 120 (grands dodécaèdres étoilés) |